# Jean Fernand-Lafargue
Pour les articles homonymes, voir Lafargue.
Jean Fernand-Lafargue (20 février 1856 à Bordeaux - 18 septembre 1903 à Talence) était un écrivain français.

## Biographie
Ses parents, natifs de Valence d'Agen et négociants à Bordeaux, lui font faire de solides études classiques chez les pères Jésuites. Il entre ensuite à la Faculté de Droit, et soutient sa thèse de doctorat en 1881.
À cette époque déjà, il se sent attiré par la littérature et le journalisme. Il collabore à une revue littéraire, Le Troubadour, écrit des poèmes, ébauche quelques comédies et drames en prose ou en vers.
À l’automne 1881, il renonce au barreau et décide de se consacrer aux lettres. Avec la promesse d’un emploi de rédacteur au journal La Petite République française et à la revue La Famille, il part pour Paris où il épouse l’année suivante une amie de Bordeaux, Jeanne Philomène Laperche.
C’est à cette époque que commence réellement sa carrière littéraire.
Il écrit plusieurs romans, presque tous publiés en feuilletons : 
- Qui ?,
- Madame Christian,
- Le comte Satan,
- Cœur de Vierge,
- Dette d’honneur.

Il publie également Une idylle à Tahiti, récit de voyage, et, dans le Journal des voyages, La Fille des Vagues, dont l’action se déroule aux îles Féroé. En 1885, il fait paraître une étude de mœurs provinciales : La Fausse Piste, et l’année suivante : La Gourme, œuvre qui passe alors pour audacieuse. Il trouve, dès lors, sa véritable voie dans le roman de mœurs : Fin d’amour en 1890, Une seconde femme en 1895. Pendant plusieurs années, il écrit des centaines de contes et de nouvelles dans les journaux parisiens et donne une série de grandes nouvelles :
- Sœur Lydie,
- Quadrille,
- Le Parfum des Immortelles,
- Les Amours passent,
- Les Ciseaux d’or.

En 1887, il est admis à la Société des gens de lettres, et en 1893, est élu au Comité, sous la présidence d’Émile Zola. Il y remplit les fonctions de secrétaire pendant trois ans et préside de nombreuses commissions. Il sera élu vice-président en 1899, sous la Présidence de Marcel Prévost, et de nouveau en 1903.
En 1897, à la suite d’un accident, sa santé est gravement atteinte et il doit, pour un temps, limiter le rythme de sa production littéraire. Il met à profit ce repos forcé pour faire publier Sans Aimer, un recueil de sonnets de jeunesse.
En 1899, il publie chez Flammarion trois romans « gardés dans ses tiroirs » : Toujours aimé, Baiser perdu, La Fiancée Veuve, ainsi que Passions de Plage, ensemble de deux nouvelles, L’Air des Pins et Sables Ardents, datant de 1883.
Entre-temps, L'Illustration publie une étude pleine de charme et de vérité : Les Ouailles du Curé Fargeas, couronnée par le prix Montyon de l’Académie française.
En 1900, Le Monde moderne publie Ruth, premier volume d’une série intitulée Les Amours bibliques ; son action se déroule dans le Médoc, une région qui a servi de cadre à plusieurs de ses œuvres.
Fernand-Lafargue (son nom d'auteur) édite ensuite Rachel et Lia, La Palombière, puis L’Hostie, qu’il situe précisément dans le quartier de la mercerie familiale à Bordeaux. C’est un de ses meilleurs romans, et qui dénote une véritable maîtrise. Le Point noir, publié en 1903, en feuilleton dans le Journal de la beauté, est aussi d’inspiration familiale. Bethsabée, enfin, vient s’ajouter aux Amours Bibliques, suivi du tragique Les Danglemar.
Le romancier est alors en pleine possession de son art, et l’avenir semble lui sourire quand brusquement il tombe malade et meurt prématurément à l’âge de 47 ans, le 18 septembre 1903, à Talence.
Ses amis parisiens et bordelais lui font élever un monument, inauguré en 1906, dans le jardin public de Bordeaux. Le jeune sculpteur bordelais Jules Rispal a placé de chaque côté du buste de l’écrivain un des personnages de ses romans : le garde-chasse landais et la vendangeuse médocaine.
Les œuvres et les manuscrits de Fernand-Lafargue ont été déposés par sa veuve à la bibliothèque de Bordeaux.